# Кладбище на горе Джером
Кладбище и крематорий на горе Джером или Кладбище Монт-Жером (ирландский: Reilig Chnocán Iaróm) — территория, специально предназначенная для погребения умерших или их праха после кремации расположенная в Гарольд-Кросс на южной стороне ирландской столицы города Дублина.

## История
С момента своего основания в 1836 году в нём было захоронено более 300 тысяч человек. Первоначально это было исключительно протестантское кладбище, но с 1920-х годов здесь также хоронили католиков.

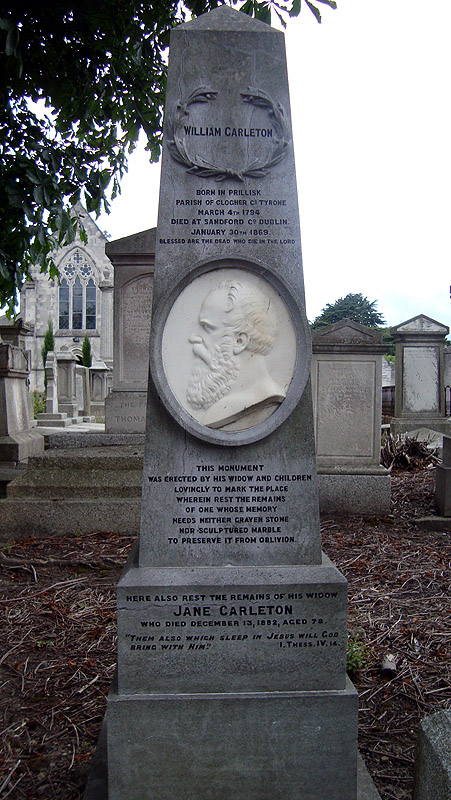
Могила У. Карлтона

Название кладбища происходит от поместья, основанного здесь преподобным Стивеном Джеромом, который в 1639 году был викарием прихода Святого Кевина. В то время Гарольд-Кросс был частью прихода Святого Кевина. Во второй половине XVII века земля перешла в собственность графа Мита, который, в свою очередь, сдавал участки в аренду известным дублинским семьям.
В 1834 году, после неудавшейся попытки создать кладбище в Феникс-парке, Генеральная кладбищенская компания Дублина купила собственность на горе Джером «для создания общего кладбища в окрестностях города Дублина».
Первое официальное захоронение состоялось 19 сентября 1836 года; погребенными были младенцы-близнецы Мэтью Поллока.
Кладбище изначально занимало 26 акров, но к 1874 году его территория выросла до 48 акров.
В 1984 году, из-за дороговизны земли, количество захоронений стало падать и кладбище начало приходить в упадок, поэтому в 2000 году на кладбище Маунт-Джером был открыт собственный крематорий.